# 4685 Karetnikov
4685 Karetnikov eller 1978 SP6 är en asteroid i huvudbältet som upptäcktes den 27 september 1978 av den rysk-sovjetiske astronomen Nikolaj Tjernych vid Krims astrofysiska observatorium på Krim. Den har fått sitt namn efter den sovjetisk-ukrainske astronomen Valentyn Karetnikov.
Asteroiden har en diameter på ungefär arton kilometer och den tillhör asteroidgruppen Themis.